# Corythalia waleckii
Corythalia waleckii är en spindelart som först beskrevs av Władysław Taczanowski 1871 [1872.  Corythalia waleckii ingår i släktet Corythalia och familjen hoppspindlar. Inga underarter finns listade i Catalogue of Life.